# Тромбоза
Тромбозата е патологично прижизнено съсирване на кръвта в кръвоносните съдове. Процесът на възникване и развитие на тромбозата се нарича тромбогенеза. Тя протича в строго определена последователност, която за пръв път е описана от немския патолог Рудолф Вирхов. В негова чест тази последователност е наречена триада на Вирхов:
- увреждане на съдовата стена;
- промени в кръвния ток – завихряне или стаза;
- промени в състава и свойствата на кръвта.